# نیوزروند
نیوزروند (به انگلیسی: Newsround) و یا به سبک خود برنامه (به انگلیسی: newsround) یک برنامه خبری کودکان بی‌بی‌سی است که از ۴ آوریل ۱۹۷۲ به طور مداوم اجرا می شود. این مجله یکی از اولین مجلات خبری تلویزیونی در جهان بود که به طور خاص برای مخاطب کودک برنامه اجرا می‌کند. در ابتدا به عنوان یک سریال کوتاه توسط دپارتمان کودکان بی‌بی‌سی، که کنترل تحریریه را بر عهده داشت، سفارش داده شد، امکانات این برنامه توسط اخبار بی‌بی‌سی ارائه شد. این برنامه برای گروه سنی ۵ تا ۱۷ سال طراحی شده است.